# Benahadux
Benahadux là một đô thị thuộc tỉnh Almería, ở cộng đồng tự trị Andalusia, Tây Ban Nha. Đô thị này có diện tích 16 km², dân số năm 2005 là 3205 người.

## Biến động dân số
| 1999  | 2000  | 2001  | 2002  | 2003  | 2004  | 2005  |
| ----- | ----- | ----- | ----- | ----- | ----- | ----- |
| 2,775 | 2,814 | 2,888 | 2,924 | 2,983 | 3,058 | 3,205 |

Nguồn: INE (Tây Ban Nha)